# Piccoli Cowboy
Piccoli Cowboy (Horse Crazy) è un film del 2001 scritto e diretto da Eric Hendershot e interpretato da Michael Glauser, Brittany Armstrong e Jonathan Cronin.
In Italia il film è stato trasmesso sul canale Class Horse TV.
Il film è incluso nel catalogo americano di Prime Video. 

## Località delle riprese
- Littlefield (Arizona) [2]
- Colorado City (Arizona)
- St. George (Utah)

## Sequel
Nel 2010 è stato realizzato un sequel intitolato Horse Crazy 2: The Legend of Grizzly Mountain. 
Brittany Armstrong riprenderà il ruolo di Sam, dal primo film.